# Spády
Spády je přírodní památka v oblasti Poľana.
Nachází se v katastrálním území obce Valaská v okrese Brezno v Banskobystrickém kraji. Území bylo vyhlášeno či novelizováno v roce 1988 na rozloze 0,1400 ha. Ochranné pásmo nebylo stanoveno.